# Стате
Ста̀те (на италиански: Statte) е град и община в Южна Италия, провинция Таранто, регион Пулия. Разположен е на 115 m надморска височина. Населението на града е 14 666 души (към 5 декември 2007).